# Разплата
Разплата е кеч събитие, продуцирано от WWE, компания в Кънектикът, излъчващо се на живо и достъпно чрез pay-per-view (PPV).
Турнирът започва през 2012 г., замествайки Без изход през юни в календара на WWE. През 2015, събитието се мести към май. WWE разменят датите на Разплата и Екстремни правила през 2016, където Разплата се провежда на 1 май, а Екстремни правила на 22 май.
Събитието се е провеждало само в закрити арени в Съединените щати първите две събития се провеждат в Allstate Arena, Роузмънт, Илинойс). Шампионки мачове се провеждат на всеки турнир, където второстепенните титли се залагат, преди главните титли в главните мачове

## Дати и места
| № | Име             | Дата   | Град               | Място             | Главен мач                                                                                        |
| - | --------------- | ------ | ------------------ | ----------------- | ------------------------------------------------------------------------------------------------- |
| 1 | Разплата (2013) | 16 юни | Роузмънт, Илинойс  | Allstate Arena    | Джон Сина срещу Райбак1                                                                           |
| 2 | Разплата (2014) | 1 юни  | Роузмънт, Илинойс  | Allstate Arena    | Щит (Дийн Амброуз, Сет Ролинс и Роуман Рейнс) срещу Еволюция (Трите Хикса, Ренди Ортън и Батиста) |
| 3 | Разплата (2015) | 17 май | Балтимор, Мериленд | Royal Farms Arena | Сет Ролинс срещу Роуман Рейнс срещу Ренди Ортън срещу Дийн Амброуз2                               |
| 4 | Разплата (2016) | 1 май  | Роузмънт, Илинойс  | Allstate Arena    | Роуман Рейнс срещу Ей Джей Стайлс2                                                                |

Мач за:
1↑Титлата на WWE;
2↑Световната титла в тежка категория на WWE